# Mythologie précolombienne
La mythologie précolombienne est l'ensemble des mythes qui proviennent des Précolombiens, mais elle est assez mal connue. Elle s'étale sur des dizaines de siècles, et se répartit selon les différents peuples et tribus. Ainsi les Aztèques voyaient le monde différemment de leurs voisins Mayas. Les dieux et esprits étaient aussi vénérés sous des noms différents.
Aujourd'hui encore cette mythologie se retrouve dans un syncrétisme.

## Différents dieux

### Aztèques
Dans le panthéon aztèque, les divinités populaires sont :
- Chicomecoatl, déesse de l'agriculture. Divinité du maïs, elle protège les récoltes,
- Coatlicue (ou Teteoinan), déesse de la fertilité. Divinité de la terre.
- Coyolxauhqui, déesse de la lune,
- Ehecatl, dieu du vent,
- Huitzilopochtli, dieu de la volonté. Divinité de la guerre, tribale des Aztèques,
- Mictlancihuatl, déesse de la fête des morts et épouse de Mictlantecuhtli,
- Mictlantecuhtli, dieu de la mort. Divinité qui règne sur les enfers Aztèques,
- Quetzalcóatl, dieu de la sagesse. Divinité du jour, le serpent à plumes,
- Tezcatlipoca, dieu de la providence. Divinité du monde nocturne,
- Tlaloc, dieu de la pluie, du rayon et des séismes,
- Tonatiuh, dieu Soleil, maître du panthéon aztèque et de Tollan, capitale des dieux.
- Xipe-Totec, dieu de la force. Divinité des saisons,
- Xiuhtecuhtli, dieu du feu,
- Xochipilli, dieu des arts et des jeux.

### Mayas
- Ah Puch, dieu de la mort,
- Chac, dieu de la pluie,
- Ek Chuah, dieu de la cabosse de cacao,
- Hunab Ku, dieu créateur,
- Itzamna, dieu du ciel,
- Itzam-Yeh, dieu-oiseau, lié à Itzamna,
- Ix Chel, déesse des inondations et des orages,
- Ixtab, déesse du suicide,
- K'inich Ajaw, dieu du soleil,
- Kukulkan, serpent à plumes,
- Votan, dieu de la guerre et de la mort.

### Incas
- Cavillaca, déesse vierge,
- Coniraya, dieu de la lune,
- Inti, dieu du soleil,
- Mama Coca déesse de la santé et de la joie,
- Mama Quilla, déesse de la lune,
- Pachacamac dieu créateur (confondu avec Viracocha),
- Pachamama, déesse de la terre,
- Saramama, déesse du grain,
- Supay, dieu de la mort et roi d'Ukhu Pacha,
- Urcuchillay, dieu protecteur des animaux,
- Viracocha, dieu créateur et dieu de la foudre (parfois confondu avec Pachacamac).